# Mångsbodarna
Mångsbodarna (älvdalska Maunggsbuðär) är en by, tidigare fäbod. Mångsbodarna ligger i sydvästra delen av Älvdalens socken i Älvdalens kommun, Dalarna. I byn, som ligger 430 meter över havet ligger den andra av Vasaloppskontrollerna i skidspåret mellan Berga by och Mora.

## Historia
Mångsbodarna nämns redan i 1663–1664 års fäbodinventering. Vid mitten av 1800-talet blev ett fäbodhushåll bofast, och vid storskiftet fanns här 280 byggnader, varav 40 stugor med åtta bofasta familjer. Fäboden används idag i stort sett för fritidsändamål, och anno 2020 fanns här endast en bofast invånare (Linnéa Götesson, länge säsongsarbetare vid serveringen av blåbärssoppa till Vasaloppsåkarna). Namnet Mångsbodarna beror på att familjen Mångs har ägt fäboden. Mångs är antagligen ursprungligen ett gårdsnamn, förmodligen bildat till förnamnet Magnus.

### Vasaloppet och vägnät
Mångsbodarna var längs den första officiella Vasaloppskontrollen, innan kontrollen vid Smågan etablerades 1983. Det saknades länge väg väster om Mångsbodarna, eftersom Lima socken inte ansåg det nödvändigt att anlägga en väg till Mångsbodarna (som låg utanför socknen); väg fanns dock i början av 1900-talet från Mångsbodarna österut mot Mora.
I början av 1930-talet anlades dock till slut en väg från Mångsbodarna västerut, en väg som under några års tid även användes som Vasaloppsspår. Först därefter lades spåret om för att löp över myrarna vid Smågan.

## Näringsliv
I Mångsbodarna finns det även ett aktivt (2014) stenbrott där Wasasten bryter älvdalskvartsit.